# لائودامیا

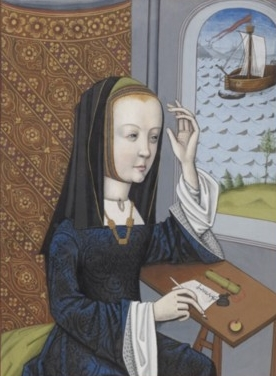
لائودامیا

لائودامیا (انگلیسی: Laodamia of Phylace) در اسطوره‌شناسی یونانی،  ( یونانی باستان): (Λαοδάμεια Laodámeia) دختر آکاستوس، پادشاه ایولکوس، و همسرش آستیدامیا بود. لائودامیا همسر پروتسیلائوس شد.